# Pfarrhaus (Probstried)

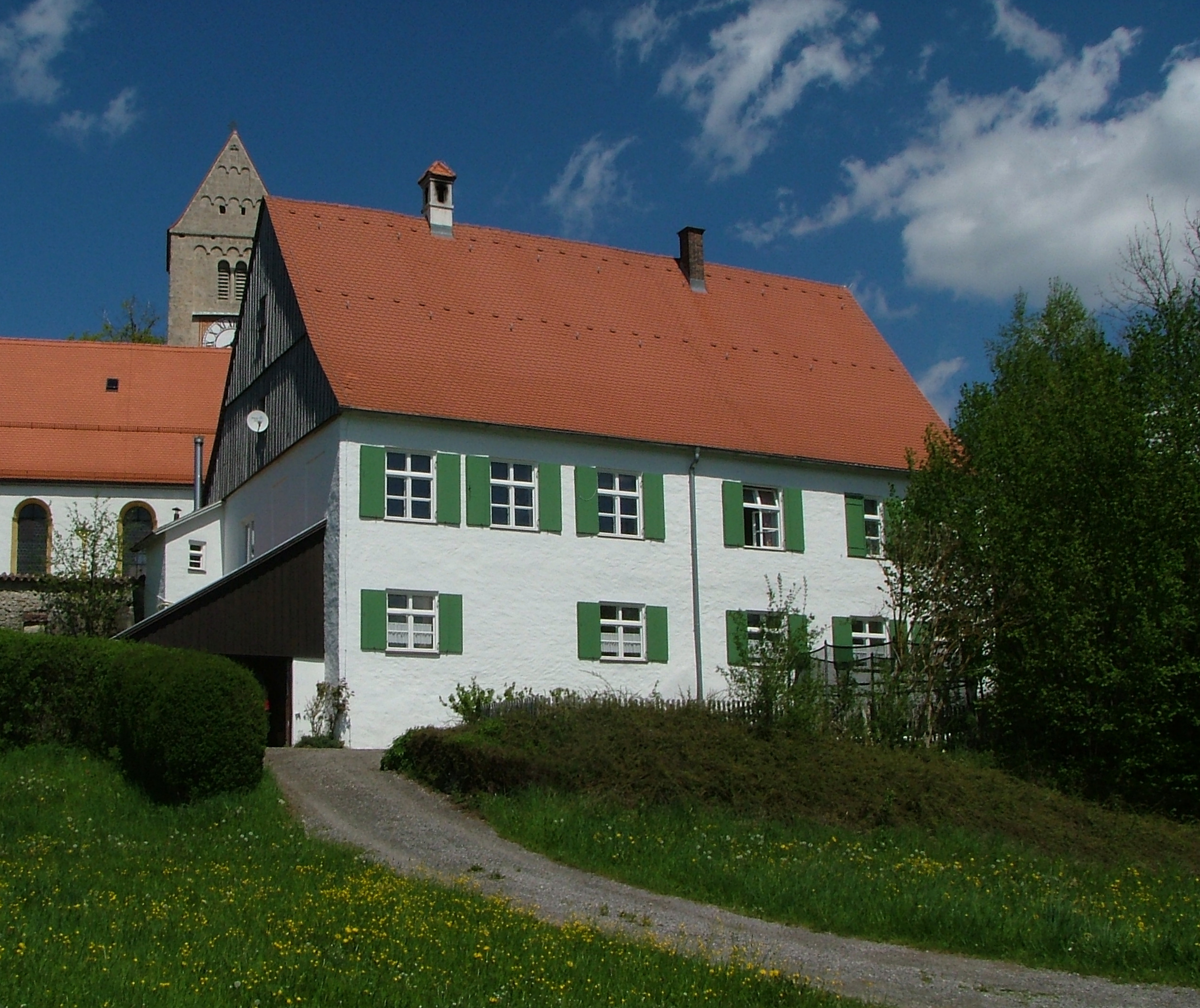
Pfarrhaus in Probstried, dahinter die Kirche St. Cornelius und Cyprian

Das Pfarrhaus in Probstried, einem Gemeindeteil von Dietmannsried im Landkreis Oberallgäu im bayerischen Regierungsbezirk Schwaben, wurde im Kern 1717 errichtet. Das Pfarrhaus am Kirchplatz 8, neben der katholischen Pfarrkirche St. Cornelius und Cyprian, ist ein geschütztes Baudenkmal.
Der zweigeschossige Satteldachbau besitzt drei zu fünf Fensterachsen. Die sechsteiligen Fenster sind mit grünen Holzläden versehen.